# إيراستو نيوني
إيراستو نيوني (بالإنجليزية: Erasto Nyoni)‏ (7 مايو 1988 بدار السلام في تنزانيا - ) هو لاعب كرة قدم تنزاني في مركز الدفاع. شارك مع منتخب تنزانيا لكرة القدم. أما مع النوادي، فقد لعب مع عزام يونايتد وفيتال أو.

## روابط خارجية
- إيراستو نيوني على موقع قاعدة بيانات كرة القدم.إي يو (الإنجليزية)
- إيراستو نيوني على موقع ناشيونال فوتبول تيمز (الإنجليزية)
- إيراستو نيوني على موقع Soccerway.com (الإنجليزية)